# Tomáš Nosil
Tomáš Nosil (* 20. listopadu 1974, Hlinsko) je český profesionální fotograf se specializací na portrétní fotografii. Dlouhodobě spolupracuje s vydavatelstvími Empresa media a Economia. Jeho fotografie se objevují na titulních stranách časopisů Instinkt, Interview, Exkluziv, Ego, Ekonom nebo Restart. 
Od roku 2020 se věnuje převážně tvorbě byznys portrétů pro zákazníky ze soukromé i korporátní sféry

## Životopis
Narodil se v roce 1974 v Hlinsku v Čechách. Vystudoval jako elektrotechnik. Zaměstnán byl jako zvukař v rádiu Golem, kde se seznámil s profesionálním fotografem, moderátorem a žurnalistou Olegem Homolou, který se stal jeho prvním učitelem fotografování. Začal pracovat v Jedličkově ústavu, kde fotografoval zejména lidi s handicapem. Za fotografii Lucie v tělocvičně získal v roce 1998 v soutěži Czech Press Photo Cenu Kodak, udělovanou fotografii vyjadřující co nejpůsobivějším způsobem myšlenku humanity v mezilidských vztazích.
Spolupracoval s časopisem Reflex a za fotografii k reportáži Jany Doležalové Místo narození doma získal v roce 2002 na soutěži Czech Press Photo čestné uznání v kategorii každodenní život. V roce 2002 odešel z Jedličkova ústavu a stal se kmenovým fotoreportérem redakcí časopisů Instinkt a Týden.
Za editorial Už nehubněte pro časopis Instinkt získal na soutěži Czech Press Photo 2005 třetí cenu v kategorii Umění a také cenu firmy Kodak. Za editorial Plavci v Podolí získal společně s fotografkou Lucií Pařízkovou v téže soutěži čestné uznání v kategorii portrét. Od roku 2006 fotografuje většinu titulních stran časopisů Instinkt a Týden. V roce 2016 začal pracovat pro vydavatelství Economia, pro které fotí osobnosti do Hospodářských Novin, Právního rádce, TOP ŽEN a Ekonomu...
Od roku 2018 se více zaměřuje na privátní  fotografie významných osobností české ekonomiky a politiky

## Ocenění
- 1998 – Czech Press Photo Cena Kodak, Lucie v tělocvičně
- 2002 – Czech Press Photo Každodenní život, čestné uznání, Místo narození - doma
- 2005 – Czech Press Photo Portrét, čestné uznání, Plavci v Podolí, společně s Lucií Pařízkovou
- 2005 – Czech Press Photo Umění, 3. místo, série Už nehubněte
- 2005 – Czech Press Photo Cena Kodak Easy Share, série Už nehubněte
- 2009 – Czech Press Photo, Portrét, Juraj Herz, režisér

## Výstavy
- 1998 – Národní soutěž a výstava amatérské fotografie Svitavy
- 1998 – „My stále putujem…“, Galerie Ambit, Praha
- 1998 – „My stále putujem…“, Interkamera, Výstaviště Praha
- 1998 – Staroměstská radnice Praha, výstava Czech Press Photo
- 2001 – „Dotyky motýlích křídel", Komorní galerie Domu fotografie Josefa Sudka v Praze
- 2002 – Staroměstská radnice Praha, výstava Czech Press Photo
- 2005 – Staroměstská radnice Praha, výstava Czech Press Photo
- 2004 – „Týden - 10 let ve fotografii", společná výstava fotografů časopisu Týden a Instinkt Praha, Karlovy Vary, Liberec, Brno, Zlín, Pardubice, Most, Jihlava
- 2007 – Staroměstská radnice Praha, výstava Czech Press Photo
- 2008 – „INSTINKT FRONT PAGE" – osobnosti očima Tomáše Nosila, fotografa časopisu Instinkt, Filmový festival – K. Vary, Chrudim, Sázava Fest – Kácov, Most, Lysá n. Labem, Ostrava
- 2009 – Monkey Bussines – "Sex, drogy a rokenrol", Sázava Fest, Kácov
- 2009 – Instinkt Front Page – Osobnosti očima Tomáše Nosila, fotografa časopisu Instinkt, Státní opera Praha
- 2010 – Chinaski "Němé best of", Sázava Fest, Kácov
- 2010 – "Indiana Dick a Anežka Česká" – skupina Nightwork v šíleném fotokomiksu, Acropole Praha
- 2011 – Staroměstská radnice Praha, výstava Czech Press Photo
- 2012 – Staroměstská radnice Praha, výstava Czech Press Photo